# Campus Luigi Einaudi
Il Campus Luigi Einaudi (CLE) è un campus universitario sito in Lungo Dora Siena, a Torino, intitolato al secondo presidente della Repubblica italiana.

## Storia

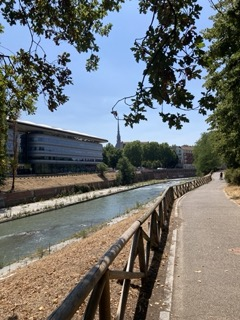
Il Campus Luigi Einaudi con la Mole Antonelliana sullo sfondo

L'edificio del campus, costruito su un'area industriale dismessa dall'Italgas, nel quartiere Vanchiglietta, è parte di un ampio progetto di riqualificazione urbana dell'area. Progettato dallo studio di Norman Foster, sorge attiguo alla palazzina Einaudi, anch'essa sede universitaria.
Inaugurato nel settembre 2012, nel 2014 la CNN lo inserisce nella classifica dei dieci edifici universitari più belli del mondo.

## Struttura
Il Campus occupa un'area di oltre 45.000 metri quadrati ed è costituito da sette edifici affacciati su una piazza circolare. Gli edifici, avvolti da facciate trasparenti a linee morbide e coperti da un unico tetto ondulato, luminoso e sospeso, sono scanditi da passaggi aperti che collegano le aree pubbliche con il giardino interno, cuore circolare verde di tutti i percorsi e cinto da portici. Nell’ala delle facoltà, tra il piano terreno e il primo piano, è previsto un auditorium inclinato, mentre nei piani interrati sono sistemati i parcheggi.
Il progetto enfatizza il contatto con il fiume che passa accanto e crea connessioni visive e prospettiche con l’arco alpino, le colline, la Basilica di Superga e la Mole Antonelliana. Il rapporto con l’ambiente circostante è cercato anche nella realizzazione della passerella ciclopedonale sulla Dora e nella sistemazione delle sponde fluviali.
Caratteristiche fondamentale della struttura è la presenza di ampie finestre e vetrate che riflettono il paesaggio, creando una soluzione di continuità con il paesaggio circostante mentre il tetto di colore bianco rimanda a una nuvola leggera.
La sua ideazione è stata concepita prestando grande attenzione al risparmio energetico. Ospita aule, sale studio, laboratori informatici e linguistici ed una caffetteria.
È sede delle Scuole di scienze giuridiche, politiche ed economico-sociali con i seguenti dipartimenti:
- Culture, politica e società
- Economia e statistica
- Giurisprudenza[11]

### Biblioteca Norberto Bobbio
Il campus comprende la Biblioteca Norberto Bobbio, che raccoglie oltre 650.000 volumi, ed è specializzata in antropologia, economia, diritto e scienze politico-sociali. Si estende su una superficie di circa diecimila metri quadrati e offre circa 800 posti a sedere.